# Мануель де Фалья
Мануель Марія де лос Долорес Фалья і Матьє (ісп. Manuel María de los Dolores Falla y Matheu; нар. 23 листопада 1876 — пом. 14 листопада 1946) — іспанський та аргентинський композитор, піаніст, музикознавець.

## Біографія
Народився у місті Кадіс на південному заході Іспанії. Перші уроки музики отримав у матері-піаністки, уродженки Каталонії (батько був родом з Валенсії).
Захоплювався літературою, в п'ятнадцять років став засновником двох літературних журналів. 1896 вступив до Мадридську консерваторію. Основним його вчителем був Ф. Педрель, один з головних діячів іспанського культурного відродження, він прищепив де Фальї любов до музичного фольклору (фламенко).

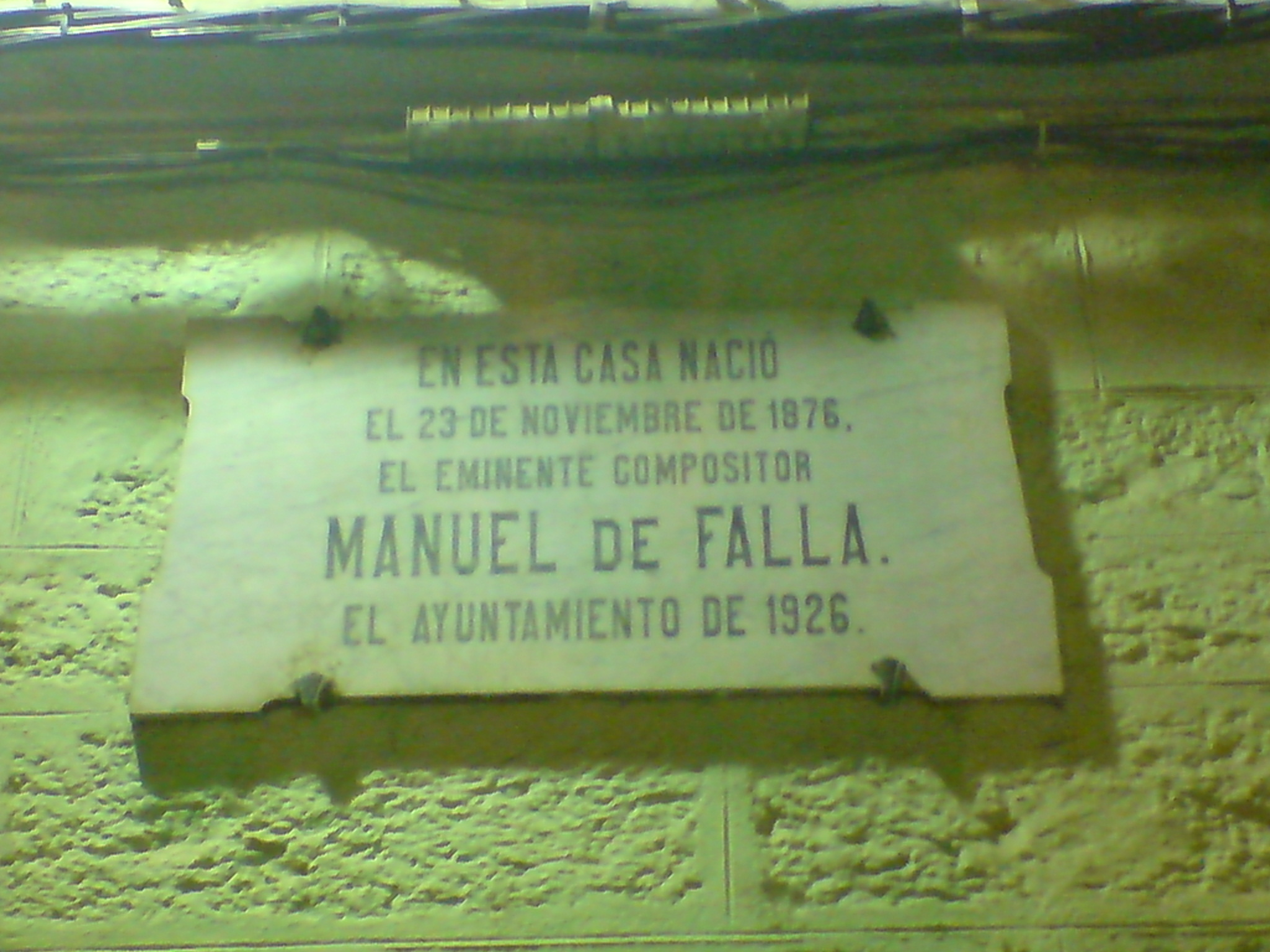
Пам'ятна табличка на будинку в Кадісі, де Фалья народився

З 1907 по 1914 Фалья жив в Парижі, познайомився з Дебюссі, Равелем, Полем Дюка, Альбенісом і Пікассо. Зазнав вплив музичного імпресіонізму.
1919 року переїхав з Мадрида в Гранаду, зблизився з Лоркою і його друзями.
Після поразки Республіки з 1939 жив в Аргентині, де і помер (в місті Альта-Грас). 1947 його прах був перевезений в Кадіс і похований у крипті місцевого собору.

## Основні твори

### Опери
- La Vida breve/Життя коротке (1905, перша премія Королівської Академії образотворчих мистецтв, ред. 1913)
- El Retablo de Maese Pedro/ Балаганчик маесе Педро, 1919),

### Балети
- El Amor brujo/ Любов-чарівниця (1915)
- El Sombrero de tres picos/ Капелюх (1919, для трупи Сергія Дягілєва, поставлений в декораціях і костюмах Пікассо)

### Інші твори
- Cuatro piezas españolas / Чотири іспанські п'єси (1906-1909, присвячені Альбенісу)
- Noches en los jardines de España / Ночі в садах Іспанії, сюїта для фортепіано з оркестром (1909—1916)
- Siete canciones populares españolas / Сім іспанських народних пісень (1914)
- Концерт для клавесина з інструментальним ансамблем (1923—1926, присвячений Ванді Ландовській)
- Psyché / Психея, для голосу, флейти, арфи та струнного тріо (1924)
- La Atlantida / Атлантида, ораторія для солістів, хору і оркестру за поемою каталонського поета Жасінта Вердагера (1927—1946, не завершена, оркестровка закінчена Ернесто Альфтером)

Фалья також належать оркестрові, камерні та інструментальні твори, пісні та романси, в тому числі — на вірші Гонгори, Готьє, Беккера, Лорки.